# Кіт Шредінгера
Кіт Шредінгера — герой відомого уявного експерименту Ервіна Шредінгера, в якому цей кіт перебуває рівночасно у двох станах — живий і мертвий.
Уявного кота поміщено в коробку, перебуваючи в якій, він із ймовірністю 0,5 живий та 0,5 — мертвий. Згідно з принципами квантової механіки, кожна елементарна частинка рівночасно може перебувати в кількох станах. Так само й кіт Шредінгера в умовах експерименту може бути живий і мертвий водночас, допоки хтось не відчинить коробку й не визначить живий кіт чи ні. Відмінність кота від елементарної частинки в тому, що кіт є макроскопічною фізичною системою.

## Опис експерименту
У закриту коробку вміщено кота. У коробці маємо механізм, що містить радіоактивне ядро та ємність з отруйним газом. Параметри експерименту підібрано таким чином, що ймовірність того, що ядро розпадеться протягом однієї години, становить 0.5. Якщо ядро розпадається, то воно пускає в дію механізм, який відкриває ємність з газом, і кіт помирає. Згідно з квантовою механікою, якщо над ядром не виконується спостереження, то його стан описувано суперпозицією (сумішшю) двох станів: ядра, що розпалося, та ядра, що не розпалося. Отже, кіт, що сидить у коробці, — і живий, і мертвий одночасно. Коли ж коробку відкрити, то експериментатор мусить побачити тільки який-небудь один конкретний стан: «ядро розпалося, кіт мертвий», або ж «ядро не розпалося, кіт живий».

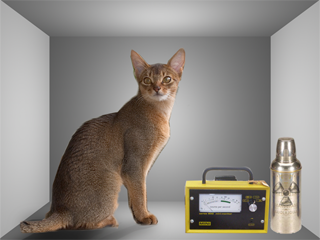
Кіт Шредінгера. Живий, бо ми його спостерігаємо

Питання формулюється так: коли саме система припиняє існувати як суміш двох станів і вибирає один конкретний стан? Мета експерименту — довести, що квантова механіка неповна без правил, що вказували б за яких умов відбувається колапс хвильової функції, і кіт або стає мертвий, або ж лишається живий, але припиняє бути суперпозицією того й іншого.
Усупереч поширеним уявленням, сам Шредінгер вигадав цей дослід зовсім не тому, що він нібито вірив, що «мертвоживі» коти існують; навпаки, він вважав квантову механіку за неповну й таку, що не до кінця описує реальність у цьому випадку. Ясно, що кіт обов'язково мусить бути або живий, або мертвий (не існує стану, проміжного між життям та смертю). Однак це означає, що не існує подібного стану і для атомного ядра: воно мусить бути або таке, що розпалося, або таке, що не розпалося.
Оригінальна стаття побачила світ у німецькому часописі Naturwissenschaften («Природничі науки») 1935 року: E. Schrödinger: «Die gegenwärtige Situation in der Quantenmechanik» («Теперішній стан речей у квантовій механіці»), Naturwissenschaften, 48, 807, 49, 823, 50, 844 (November 1935). Метою статті було обговорити ЕПР парадокс, що його виявили Ейнштейн, Подольський і Розен раніше того самого року. Опріч того, що Шредінгер у цій статті познайомив нас із котом, він ще запровадив термін «заплутаність».

## Чому кіт Шредінгера?
Шредінгер намагався висвітлити проблему виникнення макроскопічних законів (в масштабі кота) із законів квантової фізики. Питання, порушене його уявним експериментом, не є отже "як це можливо в квантовому світі?" а "як це неможливо в макроскопічному світі?".
Цей дослід ніколи не проводився, тому що:
- технічні умови, щоб зберегти стан суперпозиції кота дуже складні, їх не можна реалізувати для більш ніж кількох молекул;
- перехід до макроскопічної шкали, яку представляє кіт стосовно кількох молекул, є головним інтересом уявного експерименту (це не питання про життя); роль кота була б ідеально досягнута перемикачем;
- навіть, якщо ці умови були досягнуті, мова йде про уявний експеримент, очевидно такий, якого не можна здійснити навіть в принципі. Дійсно, ніколи не можна буде прямо виявити чи виміряти, що кіт є одночасно мертвим, і живим, оскільки факт спробувати взнати його стан обов'язково спричинить розпад хвильової функції[3].

Насправді, мета — це перш за все справити враження: якщо квантова теорія дозволяє коту бути і мертвим, і живим одночасно, то або вона неправильна, або потрібно буде переглянути всі упередження.
У листі від 8 серпня 1935 року адресованому Шредінгеру, Ейнштейн пропонує уявний експеримент, в якому бочка пороху була б в суперпозиції станів, бочка вибухнула, і бочка ще не вибухнула. Шредінгер відповідає 19 серпня, замінивши бочку котом, якого пристрій ставить у суперпозицію станів мертвий та живий. Відтоді Ейнштейн використовував бочку з порохом з котом поблизу. Шредінгер та Ейнштейн вважали, що можливість мертво-живого кота доводить, що інтерпретація хвильової функції Макса Борна була неповною. Частина "яке рішення?" показує, що ця ситуація підкреслює дивацтво квантової механіки, але не спростовує її.
Анекдотично, можна також задуматися (це те, що робить Етьєн Кляйн, у Сім разів була революція), звідки походить вибір кота для цього уявного експерименту. Науки та майбутнє, у спеціальному випуску, присвяченому коту Шредінгеру, пропонує гіпотезу про посилання Шредінгера на чеширського кота.

## Чи правильно казати, що кіт є мертвим і живим?
Твердження "кіт мертвий і живий" насправді збиває з пантелику, і наша інтуїція говорить нам, що вислови "кіт мертвий", і "кіт живий" - є запереченнями одне одного. Насправді в квантовій механіці теоретично існує третя можливість: кіт може бути в стані суперпозиції, в якому він поєднує кілька несумісних класичних станів.
Якщо ми припускаємо пряму залежність між станом частинки та життям кота, кіт повинен бути в такому стані суперпозиції мертвий + живий, поки спостереження не зведе його до одного стану. Якщо використовувати нотацію бра-кет Поля Дірака у формалізмі квантової механіки, стан кота може бути записаний (за аналогією із станом частинки): {\displaystyle {\frac {1}{\sqrt {2}}}\cdot \left(\left|\mathrm {\text{мертвий}} \right\rangle +\left|\mathrm {\text{живий}} \right\rangle \right)} де {\displaystyle \left|\mathrm {\text{мертвий}} \right\rangle } та {\displaystyle \left|\mathrm {\text{живий}} \right\rangle } є відповідно векторами простору Гільберта, які представляють стани мертвий і живий кота, кожен із імовірністю, що дорівнює 50%.
У квантовій механіці фізичний стан представлений вектором простору Гільберта. Принцип суперпозиції передбачає, що лінійна комбінація таких векторів завжди являє собою фізичний стан, але не уточнює інтерпретацію, яку необхідно навести. Однак цю суперпозицію станів не можна спостерігати безпосередньо: тут, коли ми спостерігаємо кота, ми побачимо його або мертвим, або живим. Відповідно до постулату вимірювання, стан кота відразу після вимірювання буде станом відповідно {\displaystyle \left|\mathrm {mort} \right\rangle } або станом {\displaystyle \left|\mathrm {vivant} \right\rangle }. Інтерес формально описати стан суперпозиції полягає в можливості обчислити ймовірність вимірювання кожного з результатів вимірювання завдяки постулату Борна.
Немає логічної проблеми (принцип виключення третього не ставиться під сумнів), як тільки ми зрозуміємо, що квантовий об'єкт може мати властивості, що суперечать нашому щоденному досвіду. Щоб уникнути зловживання мовою про "мертво-живого кота" або "мертвий і живий", можна вважати за краще сказати, що кіт перебуває в стані, де звичайні категоризації (тут життя чи смерть) втрачають свій сенс.
Але ми можемо, як і Ейнштейн, відмовитись визнати, що кіт не має визначеного стану, який можна спостерігати, доки немає спостереження, і припустити, що якщо бачать живого кота, то він був таким з моменту його ув'язнення. Ейнштейн передбачає заперечення Нільса Бор "Позитивістська містика заперечуватиме, що не можна спекулювати на стані кота до тих пір, поки не дивляться під приводом, що це не буде науковим".

## Яке вирішення?
Різні варіанти пропонуються для вирішення цього парадоксу:

### Теорія некогерентності
Певна кількість квантових теоретиків стверджує, що стан суперпозиції можна підтримувати лише за відсутності взаємодії з навколишнім середовищем, яке "викликає" вибір між двома станами (мертвий чи живий). Це теорія некогерентності. Розрив викликається не "свідомою" дією, яку ми трактуємо як "вимірювання", а фізичними взаємодіями з навколишнім середовищем, так що когерентність руйнується тим швидше, чим більше є взаємодій. У макроскопічному масштабі, мільярди мільярдів частинок, розрив відбувається практично миттєво. Іншими словами, стан суперпозиції може підтримуватися лише для дуже маленьких об'єктів (декілька частинок). Некогерентність виникає незалежно від наявності спостерігача, або навіть вимірювання. Тому немає парадоксу: кіт знаходиться в визначеному стані задовго до відкриття коробки. Ця теорія, підтримувана зокрема фізиками Роландом Омнісом та Жан-Марком Леві-Леблондом, нобелівськими лауреатам Мюррей Гелл-Манном та Сержа Хароче.

### Теорія некогерентності із прихованими параметрами
Варіант теорії некогерентності, підтриманий, зокрема, фізиками Роджером Пенроузом, Ріміні, Гірарді та Вебером. Вона починається із констатації, що некогерентність доводиться з квантових законів лише у конкретних випадках, і здійснюючи спрощені гіпотези та маючи необґрунтований зміст (історії з "великими зернами"). Крім того, квантові закони є принципово лінійними, а некогерентність є нелінійною по суті, тому отримати друге з першого, здається дуже підозрілим в очах цих фізиків. Таким чином, квантові закони не змогли б самі пояснити некогерентність. Таким чином, ці автори вводять додаткові фізичні параметри в квантові закони (дія гравітації, наприклад, у Пенроуза) для пояснення некогерентності, яка завжди відбувається незалежно від наявності спостерігача, або навіть вимірювання.
Ця теорія має перевагу порівняно з попередньою, вона дає чітку та об'єктивну відповідь на питання "що відбувається між мікроскопічним рівнем та макроскопічним рівнем, що пояснює некогерентність". Недоліком є те, що ці додаткові параметри, хоча і сумісні з відомими дослідами, на сьогоднішній день не відповідають жодній повній та добре обґрунтованій теорії.

### Позитивістський підхід
Багато позитивістських фізиків, добре представлених Вернером Гейзенбергом або Стівеном Хокінгом, вважають, що хвильова функція не описує реальність саму по собі, а лише те, що ми знаємо про неї (такий підхід збігається з філософією Еммануеля Канта, ноумен, іншими словами річ у собі, протилежне феномену, річ як ми її сприймаємо). Іншими словами, квантові закони корисні лише для обчислення та прогнозування результату досліду, але не для опису реальності. У цій гіпотезі стан суперпозиції кота не є "реальним" станом, і немає підстав філософствувати на цю тему (звідси знамените речення Стівена Хокінга: "Коли я чую "кіт Шредінгера", я витягую свій револьвер"). Аналогічно, "розпад хвильової функції" не має реальності, і просто описує зміну знань, які ми маємо про систему. У такому підході, який все ще є досить поширеним серед фізиків, парадокс зникає.

### Теорія паралельних світів
Теорія паралельних всесвітів, запроваджена Г'ю Евереттом, стає на протилежну точку зору до позитивістського підходу і передбачає, що хвильова функція описує реальність, всю реальність. Цей підхід дає змогу описати два стани в суперпозиції окремо і дає їм подвійну реальність, яка, здавалося, зникла, розчинена в парадоксі (точніше дві реальності у двох повністю паралельних всесвітах - і, безсумнівно, після повного розділення, нездатні комунікувати між собою). Ця теорія не висловлюється щодо питання про те, чи існує дублювання реальності (many-worlds) чи, навпаки дублювання спостерігачів цієї самої реальності (many-minds), оскільки ці дві можливості не мають функціональної різниці.
Незважаючи на свою складність та сумніви щодо її спростовуваності, ця теорія підтримується багатьма фізиками, що не переконані теорією некогерентності, непозитивістами і тими хто думає, що квантові закони є точними та повними.

### Теорія де Бройля-Бома
Парадокс кота має своє джерело в інтерпретації, яку роблять із квантової суперпозиції. Стан суперпозиції - це математично лише лінійна комбінація спостережуваних станів, два у випадку радіоактивного атома. Проблема виникає через те, що в класичному світі (макроскопічному) ці стани суперпозиції не існують або, принаймні, ніколи не спостерігалися. Ми спостерігаємо лише інші два стани, які називаються спостережуваними станами. Це трохи схоже на гру орел та решка, монета, яка крутиться в повітрі, знаходиться в стані суперпозиції стану орел та стану решка, перед  вимірюванням, але в кінці вимірювання  будуть спостерігатися стани орел чи решка. Теорія де Бройля-Бома вирішує парадокс кота так само, як індетермінізм гри орел чи решка усувається, завершуючи опис системи.
Для гри орел чи решка потрібно додати точні початкові умови (позиції та швидкості монети), щоб визначити, яка сторона буде виміряна, і чекати, щоб вимірювання (сила тяжіння) змусило монету "вибрати" між орлом чи решкою. Теорія де Бройля-Бома діє так само, як усунути суперпозицію радіоактивного атома. Початкову позицію потрібно додати до радіоактивного атома, його хвильової функції недостатньо для повного опису досліду.
Незважаючи на те, що теорія де Бройля-Бома відтворює всі відомі квантові явища, вона мало відома громаді фізиків і мало в моді в їхній громаді. Однак вона вважається цікавим прикладом і, навіть, парадигмою теорії з не локальними прихованими змінними.

### Теорія впливу свідомості
Нобелівський лауреат з фізики 1963 року, Юджин Вігнер, підтримує тезу взаємодії свідомості, у некогерентності (припинення суперпозиції станів). У цій інтерпретації це не вимірювання чи фізичні взаємодії, а свідомість спостерігача, яка "вирішує" в кінцевому підсумку, чи кіт мертвий чи живий. Дивлячись через спостережне віконце, око (у цьому випадку це вимірювальний апарат) ставить себе в суперпозицію станів:
- з одного боку, стан А: "уран розпався, детектор збудився, молоток опустився, флакон розбився, кіт помер";
- з іншого боку, стан В: "нерозкладений уран, незбуджений детектор, піднятий молоток, цілий флакон, живий кіт";
- оптичний нерв транспортує до мозку хвилю, яка також знаходиться в суперпозиції станів A і B, а рецепторні клітини мозку слідують за рухом. Саме тоді свідомість, жорстоко, покладає край подвійній грі, змушуючи ситуацію пройти в стан А або в стан B (нічого не говорить, чому це було б А чи Б).

Вінгер не каже, як, але наслідки його позиції важливі: матеріальна реальність світу визначалася б нашою свідомістю, і вона є єдиною (два людських спостерігачі повинні сприймати те саме). Це рішення можна розглядати як варіант рішення "з прихованими змінними", де "додатковий параметр" був би свідомістю. Переваги цього рішення такі ж, як переваги рішення з прихованими змінними, недоліки полягають у тому, що воно засноване на не наукових поняттях (через відсутність наукового визначення свідомості).
Цікавий варіант робить результат ще більш вражаючим: кота фотографують фотоапаратом через годину, потім приміщення, що містить кота, остаточно запечатане (спостережне віконце закрите). Фотографія буде проявлена тільки рік потому. Отже лише в цей момент часу людська свідомість вирішить між життям чи смертю кота. Чи поверне нервовий сигнал час, щоб вирішити між життям чи смертю кота? Це може здатися абсурдним, але дослід Марлана Скаллі та парадокс EPR ілюструють існування явного часового зворотного зв'язку у квантовій фізиці.

### А якщо кіт спостерігач?
У вирішенні парадоксу кота Шредінгера ми вважаємо, що кіт не має свідомості, що дозволяє йому грати роль спостерігача. Тому постулюють, що дослід кота Шредінгера еквівалентний досліду з бочкою пороху Ейнштейна. Ті, хто вважає контрінтуїтивним, розглядати кота як простий об'єкт, позбавлений свідомості, можуть явно замінити кота на бочку пороху.
Якщо навпаки, ми хочемо вивчити те, що відбувається, якщо спостерігач свідомий, ми замінюємо кота людиною, або додаємо людину в ланцюг, щоб уникнути суперечок, що спостерігач свідомий. Це варіанти друга Вігнера та квантового самогубства.
Слід розуміти, що випадки свідомих спостерігачів є варіантами початкової проблеми, тоді як ті, де спостерігач не свідомий, є рівнозначними формулюваннями.

### Друг Вігнера
У цьому варіанті, вигаданим Вігнером, один з його друзів постійно спостерігає за котом в спостережне віконце. Цей друг любить котів.
Таким чином, суперпозиція станів кота мертвий/живий призвела б до суперпозиції станів друга Вігнера сумний/щасливий, якщо припустити, що свідомий спостерігач також може бути поставлений у стан суперпозиції. Більшість перерахованих вище тлумачень роблять висновок, що суперпозиція станів була б порушена перед тим, як призвести до суперпозиції друга Вігнера

## Квантовий суїцид
Квантове самогубство припускає, що людина, здатна грати роль спостерігача, займає місце кота. Ця ситуація створює проблему для інтерпретацій, що змушують грати роль свідомість, оскільки наш сміливий волонтер за визначенням може усвідомлювати лише те, що він живий. Це призводить до нових питань.
На відміну від випадку кота (якого вважають не свідомим, пам’ятаймо, що у випадку сумнівів з цього приводу ми можемо замінити кота Шредінгера на бочку пороху Ейнштейна), цей дослід призведе до різних результатів відповідно до інтерпретацій. Він дозволив би усунути кілька інтерпретацій, якби він не був нездійсненним з безлічі очевидних причин.

### Інтерпретація Вігнера
Інтерпретація Вігнера призводить до неможливості смерті нашого добровольця ..., який повинен заборонити розпад атома. Дійсно, за словами Вігнера, саме усвідомлення стану спричиняє, прямо чи опосередковано, розпад хвильової функції. Оскільки усвідомлення можливе лише у стані "живий", це унеможливлює руйнування хвильової функції в стані "мертвий" (принаймні, поки немає "друга" Вінгера, щоб усвідомлювати стан експериментатора).
Це інтерпретація зокрема викликає такі питання: Що відбувається, коли ймовірність розпаду стає дуже близькою до 1? До яких пір атоми "згодяться" не розпадатися, оскільки людина не може усвідомлювати власну смерть?

### Випадок численних всесвітів Еверетта
Випадок "квантового самогубства" спочатку був придуманим, щоб заперечити цю інтерпретацію.
Ця інтерпретація також надає роль свідомості, оскільки вона передбачає, що при кожному спостереженні свідомість "розділяється" на стільки всесвітів скільки є фізично можливих спостережень...
У цій інтерпретації завжди є принаймні всесвіт, в якому експериментатор живий (якщо ймовірність померти не становить 100 %). Тому можна було б задатися питанням, чи "свідомість" не розгалужується систематично у всесвіті з результатом "живий", що призводить до свого роду "квантового безсмертя"; автор і актор Норберт Абудархем розвинув цю тему у своїй п’єсі "Кіт" Шредінгера.

## Висновки
У будь-якому разі цей уявний експеримент та пов'язаний з ним парадокс сьогодні набули значення центральних символів квантової фізики. Незалежно від того, чи служать вони для того, щоб підтримувати аспект цієї теорії, чи використовуються вони для захисту відмінного теоретичного варіанту, вони покликані на допомогу практично щоразу, коли складна конвергенція між макроскопічною реальністю та мікроскопічною реальністю (характерна ситуація квантового світу) спостерігається або передбачається.
Цей мертво-живий кіт може виглядати як божевільний уявний експеримент, але це хороший вступ до складності квантової механіки. Важливо також зазначити, що саме від оволодіння станами суперпозиції та від некогерентності (а отже, і від рішення цього парадоксу), залежить реалізація квантового комп'ютера.

## Експерименти
Якщо не можна поставити кота в суперпозицію несумісних станів, можна це зробити за допомогою більш простих систем. Найбільш використовувані використовують фотони.

### Експеримент Сержа Ароша
Перший дослід був здійснений у 1996 році Сержем Арошем, який отримав Нобелівську премію в 2012 році за ці роботи та пов'язані з ними методи · .
Мета цього досліду - спостерігати, як підтримується стан суперпозиції (або зникає) шляхом зміни масштабу, застосовуючи стан суперпозиції до все більшої сукупності частинок (тут фотони). Експериментальні виклики цього досліду важливі та складні, настільки, що сам Шредінгер сумнівався, що коли-небудь вдасться його конкретно реалізувати. Зокрема:
- поставити в стан суперпозиції набір частинок і контролювати їх кількість;
- виміряти стан суперпозиції (чи ні) ансамблю, не порушуючи цей стан занадто сильно.

Принцип такий. Арош ловить фотони у надпровідній порожнині, що містить надвідбиваючі дзеркала. Фотони відбиваються між дзеркалами на 40 000 км або більше десятої частини секунди, що дозволяє їх маніпуляцію та їх вимірювання протягом цього часу.
Щоб помістити ці фотони в стан суперпозиції, готують гігантський атом Райдберга в стані суперпозиції, де один із електронів атома знаходиться на двох орбітах одночасно. Атом перетинає порожнину, фотони реагують з електронами атома, і самі розміщуються у стані суперпозиції з двома фазами одночасно. Цей набір фотонів у стані суперпозиції є міні "котом Шредінгера" у двох станах одночасно. Цей перший атом також дозволяє дізнатися кількість фотонів, присутніх у порожнині: атом випромінює частоту 51 ГГц, що зсувається дуже чутливим чином відповідно до кількості фотонів, на які він вплинув.
Для вимірювання стану фотонів другий атом Райдберга, підготовлений таким же чином, перетинає порожнину. Тонкі вимірювання атома, при його виході, дозволяють отримати одну криву з двома «піками», якщо фотони у стані суперпозиції, і лише з одним "піком", якщо вони не в стані суперпозиції.
Результати наступні. "Міні-коти", природно, з часом втрачають свій стан суперпозиції, навіть, якщо немає жодного явного "вимірювання", що спричиняє розпад хвильової функції. Чим більше частинок, тим коротший час суперпозиції. Ці результати сумісні та передбачені теорією некогерентності.
Цей дослід вказує на те, що "кіт" не може бути одночасно мертвим і живим протягом значного часу, і зокрема, до того коли його "спостерігають", ставлячи під сумнів уявні експерименти, такі як друг Вігнера.

### Експеримент Філіпа Гранжі 2007 року
Другий був проведений в серпні 2007 року на фотонах дослідниками з Інституту оптики Париж Південь (включаючи француза Філіпа Гранжі). Говорять про "стан кота", щоб сказати, що квантовий об’єкт знаходиться в суперпозиції несумісних станів.

### Кіт вагою 16 мікрограмів
У 2010 році Ендрю Кліленд та його колеги будують мікро-осцилятор із нітриду алюмінію з майже 1013 атомами, охолоджують його нижче 0,1 К і підключають його до кубіту. Завдяки зовнішньому магнітному потоку вони розміщують цей осцилятор у стан суперпозиції двох режимів вібрації
У 2023 році Івен Чу та його колеги були натхненні попередньою системою і поширили її на резонатор близько 1017 атомів (16 мкг, найбільший об'єкт, що спостерігався в суперпозиції станів)

## В популярній культурі

### Гумор
Кіт Шредінгера в такому особливому стані приніс багато жартів. Перш за все, його часто представляють як привид, оскільки він мертвий і живий одночасно. Тому що він ніколи не спостерігався, фізики намалювали повідомлення про розшук: "WANTED ! Кіт Шредінгера живий і мертвий".
Інколи, щоб бути більш точним: "WANTED ! кіт Шредінгера мертвий, живий чи {\displaystyle {\frac {1}{\sqrt[{}]{2}}}\cdot (\left|\mathrm {mort} \right\rangle +\left|\mathrm {vif} \right\rangle )} ».
Інколи пишуть, що кіт не є мертвим, із виділеним словом, яке мигає.
На жартівливому малюнку ветеринар заявляє: "Пане Шредінгер в мене для вас дві новини: хороша і погана.
Дехто зазначив, що, це відкриваючи коробку, ми вбиваємо кота (чи ні), Шредінгер надав нового значення англійському прислів’ю "curiosity killed the cat" ("Цікавість вбила кота").

## Багатосвітова інтерпретація Еверетта й сумісні історії
У багатосвітовій інтерпретації квантової механіки, яка не вважає процес вимірювання за щось окрімне, обидва стани кота існують, але декогерують. Коли спостерігач відчиняє коробку, він заплутується з котом, і від цього творяться два стани спостерігача, що відповідають живому та мертвому коту. Ці стани не взаємодіють один з одним. Той таки механізм квантової декогеренції є важливий і для сумісних історій. У цій інтерпретації тільки «мертвий кіт» або «живий кіт» можуть бути в сумісній історії.
Іншими словами, коли коробку відчиняють, Всесвіт розщеплюється на дві різні частини, в одній з яких спостерігач дивиться на мертвого кота, а в другому — на живого кота. Парадокс?
Космолог Макс Тегмарк запропонував варіацію досліду з котом Шредінгера під назвою «машина для квантового самогубства». Він розглядає експеримент із котом з позиції самого кота, і стверджує, що таким чином можна експериментально розрізнити копенгагенську та багатосвітову інтерпретації. Інша варіація експерименту — це дослід із другом Вігнера.
Фізик Стівен Гокінг якось вигукнув: «Коли я чую про кота Шредінгера, моя рука тягнеться до рушниці!» Він перефразував відомий вислів, що походить із драми «Шлагетер» Ганса Йоста, що її персонаж Фрідріх Тіманн на здогад лицемірства культурників, які, виходячи з театру у Святвечір і переступаючи труп замерзлого на порозі хлопчика, теревенять про людські цінності, вигукнув: «Wenn ich 'Kultur' höre, entsichere ich meinen Browning!» («Коли я чую слово „культура“, моя рука тягнеться до браунінга!»)
Фактично Гокінг та багато інших фізиків дотримуються думки, що «копенгагенська школа» інтерпретації квантової механіки наголошує на ролі спостерігача безпідставно. Вирішальної єдності серед фізиків із цього питання все ще не досягнуто.
Розпаралелювання світів у кожен момент часу відповідає справжньому недетермінованому автомату, на відміну від імовірнісного, коли щокроку вибирають один із можливих шляхів залежно від їхньої імовірності.

## Згадки про Кота Шредінгера у культурі
Кіт Шредінгера, герой однойменного уявного експерименту, часто з'являвся на сторінках книжок, у серіалах та художніх фільмах. Зокрема кіт згадується у стрічках: Рік та Морті (мультсеріал), Теорія великого вибуху, Зоряна брама, Згадай, що буде, Доктор Хаус, Футурама, Серйозна людина, Кістки (телесеріал). Згадки про кота можна знайти в книжках Террі Пратчетта. Побачити портрет кота Шредінгера можна в таємному науково-дослідницькому комплексі Black Mesa з однойменного римейку гри Half-Life. Персонаж «Шредінгер» OVA-серіалу Hellsing Ultimate мав силу з'являтись «скрізь і ніде».
У літературі
- У своїй книзі Американські боги, письменник-фантаст Геймен Нейл Річард пише «Якщо не відкривати коробку, для того, щоб погодувати кота, то ми отримаємо два різні типи смерті».
- Роберт Антон Вілсон написав трилогію новел, що відома під загальною назвою «Трилогія кота Шредінгера».

Інше
- Як кодове ім'я для Fedora 19 вибрано «Schrödinger's Cat»[14]